# Associazione Calcio Femminile Milan 2006-2007
Questa voce raccoglie le informazioni riguardanti la Associazione Calcio Femminile Milan nelle competizioni ufficiali della stagione 2006-2007.

## Divise e sponsor
| 1ª divisa |  | 2ª divisa |  | 3ª divisa |

## Organigramma societario
Tratto dal sito Football.it.
Area amministrativa
- Presidente: Francesco Crudo
- Segretario Generale: Antonia Di Cesare

Area tecnica
- Allenatore: Giuseppe Paolo Mincioni

## Rosa
Rosa e ruoli tratti dal sito Football.it.
| N. |                   | Ruolo | Calciatrice             |
| -- | ----------------- | ----- | ----------------------- |
|    | Italia (bandiera) | P     | Fabiana Comin           |
|    | Italia (bandiera) | P     | Anna De Gennaro         |
|    | Italia (bandiera) | P     | Cecilia Di Giulio       |
|    | Italia (bandiera) | P     | Simona Fattori          |
|    | Italia (bandiera) | D     | Alessia Francesca Amici |
|    | Italia (bandiera) | D     | Federica Barosi         |
|    | Italia (bandiera) | D     | Maruska Bernardi        |
|    | Italia (bandiera) | D     | Cristina Cassanelli     |
|    | Italia (bandiera) | D     | Emanuela Celentano      |
|    | Italia (bandiera) | D     | Elena Del Gaudio        |
|    | Italia (bandiera) | D     | Monica Maria Morelli    |
|    | Italia (bandiera) | D     | Giulia Perelli          |

| N. |                   | Ruolo | Calciatrice        |
| -- | ----------------- | ----- | ------------------ |
|    | Italia (bandiera) | D     | Sonia Quitadamo    |
|    | Italia (bandiera) | D     | Daniela Turra      |
|    | Italia (bandiera) | C     | Arianna Dudine     |
|    | Italia (bandiera) | C     | Elena Ficarelli    |
|    | Italia (bandiera) | C     | Bianca Maria Lenci |
|    | Italia (bandiera) | C     | Ilenia Sancassani  |
|    | Italia (bandiera) | A     | Alice Lidia Cama   |
|    | Italia (bandiera) | A     | Sonia Cammarata    |
|    | Italia (bandiera) | A     | Federica Cappella  |
|    | Italia (bandiera) | A     | Erica Croce        |
|    | Italia (bandiera) | A     | Martina Piccinin   |
|    | Italia (bandiera) | A     | Annalisa Zambetta  |

## Calciomercato

### Sessione estiva
| Acquisti | Acquisti            | Acquisti         | Acquisti   |
| R.       | Nome                | da               | Modalità   |
| -------- | ------------------- | ---------------- | ---------- |
| P        | Fabiana Comin       | Bardolino Verona | definitivo |
| D        | Cristina Cassanelli | Bardolino Verona | definitivo |
| D        | Daniela Turra       | Bardolino Verona | definitivo |
| C        | Elena Ficarelli     | Bardolino Verona | definitivo |

| Cessioni | Cessioni           | Cessioni          | Cessioni   |
| R.       | Nome               | a                 | Modalità   |
| -------- | ------------------ | ----------------- | ---------- |
| P        | Monica Di Bernardo | Torres            | definitivo |
| D        | Barbara Bruscaini  | Atalanta          | definitivo |
| D        | Sabrina Ghinazzi   |                   | svincolata |
| D        | Valeria Glino      | Atletico Oristano | definitivo |
| D        | Marinella Piolanti | Dinamo Ravenna    | definitivo |
| A        | Teresina Marsico   | Reggiana          | definitivo |
| A        | Roberta Ulivi      | Dinamo Ravenna    | definitivo |

## Risultati

### Serie A

#### Girone di andata
| Arbitro: | Marco Dal Borgo (Verona) |

|           |           |  |
| Croce 55’ | Marcatori |  |

| Arbitro: | Antonio Azzinnaro (Genova) |

|                        |           |           |
| Fuselli 51’ Pasqui 77’ | Marcatori | 11’ Croce |

| Arbitro: | Uccol (???) |

|           |           |                                      |
| Turra 77’ | Marcatori | 66’ Bonometti 87’ (rig.) Scarpellini |

| Arbitro: | Andrea Piccoli (Cesena) |

|             |           |              |
| Riboldi 18’ | Marcatori | 92’ Cappella |

| Arbitro: | Fabio Bruno (Lecce) |

|  |           |                                          |
|  | Marcatori | 3’ Marsico 64’ Sabatino 90’ (rig.) Serra |

| Arbitro: | Riccardo Fogliano (Perugia) |

|  |           |            |
|  | Marcatori | 85’ Dudine |

| Agliana 2 dicembre 2006 7ª giornata | Agliana                     | 0 – 0 referto | ACF Milan | Stadio comunale Germano Bellucci\| Arbitro: \| Claudio Pellegrini (Roma 2) \| |
| Arbitro:                            | Claudio Pellegrini (Roma 2) |               |           |                                                                               |

| Arbitro: | Raffaele Rago (Collegno) |

|          |           |  |
| Cama 52’ | Marcatori |  |

| Arbitro: | Carlo Calabrese (Lecco) |

|  |           |               |
|  | Marcatori | 52’ Ficarelli |

| Arbitro: | Davide Fiori (Novi Ligure) |

|                         |           |  |
| Cassanelli 57’ Cama 89’ | Marcatori |  |

| Arbitro: | Marco Dal Borgo (Verona) |

|            |           |                                   |
| Eccher 40’ | Marcatori | 46’, 89’ Cassanelli 59’ Celentano |

#### Girone di ritorno
| Arbitro: | Simone Aversano (Treviso) |

|           |           |  |
| Mauro 37’ | Marcatori |  |

| Arbitro: | Andrea Riccardi (Novara) |

|                                |           |                        |
| Croce 23’ Celentano 63’ (rig.) | Marcatori | 45’ Fuselli 53’ Pasqui |

| Arbitro: | Flavio Ricciardella (Verona) |

|                      |           |               |
| Mangili 73’ Caio 86’ | Marcatori | 38’, 78’ Cama |

| San Donato Milanese 24 febbraio 2007 15ª giornata | ACF Milan                 | 0 – 0 referto | Bardolino Verona | Centro SNAM 1\| Arbitro: \| Marco Battistino (Torino) \| |
| Arbitro:                                          | Marco Battistino (Torino) |               |                  |                                                          |

| Arbitro: | Manuel Briganti (Milano) |

|              |           |                      |
| Sabatino 20’ | Marcatori | 21’ (rig.) Celentano |

| Arbitro: | Diego Bruno (Torino) |

|  |           |              |
|  | Marcatori | 89’ Baglieri |

| Arbitro: | Flavio Ricciardella (Verona) |

|  |           |                               |
|  | Marcatori | 2’ Pini 38’ Carraro 55’ Fadda |

| Arbitro: | Matteo Nurchi (Alghero) |

|                                                              |           |           |
| Tona 11’ Domenichetti 41’ Machado 55’ Ricco 60’ Iannella 71’ | Marcatori | 45’ Turra |

| San Donato Milanese 28 aprile 2007 20ª giornata | ACF Milan                       | 0 – 0 referto | Fiammamonza | Centro SNAM 1\| Arbitro: \| Gianluca Manganiello (Pinerolo) \| |
| Arbitro:                                        | Gianluca Manganiello (Pinerolo) |               |             |                                                                |

| Arbitro: | Flavio Rivabella (???) |

|                                                                  |           |  |
| Vicchiarello 25’, 45’ Rosciani 39’ Tagliabracci 53’ Dulbecco 58’ | Marcatori |  |

| Arbitro: | Emanuele Cocchiara (Piacenza) |

|                             |           |  |
| Zambetta 10’ Cassanelli 86’ | Marcatori |  |

### Coppa Italia

#### Primo turno
Primo turno Serie A e Serie A2, Girone 1
| 10 settembre 2006 | Sampierdarenese Serra Riccò | 0 – 3 | ACF Milan |  |

| San Donato Milanese 16 settembre 2006 | ACF Milan | 1 – 0 | Riozzese | Centro SNAM 1 |

| Torino 28 ottobre 2006 | Torino | 4 – 1 | ACF Milan | Stadio Primo Nebiolo |

| San Donato Milanese 4 novembre 2006 | ACF Milan | 4 – 0 | Alessandria | Centro SNAM 1 |

## Statistiche

### Statistiche di squadra
| Competizione | Punti | In casa | In casa | In casa | In casa | In casa | In casa | In trasferta | In trasferta | In trasferta | In trasferta | In trasferta | In trasferta | Totale | Totale | Totale | Totale | Totale | Totale | DR |
| Competizione | Punti | G       | V       | N       | P       | Gf      | Gs      | G            | V            | N            | P            | Gf           | Gs           | G      | V      | N      | P      | Gf     | Gs     | DR |
| ------------ | ----- | ------- | ------- | ------- | ------- | ------- | ------- | ------------ | ------------ | ------------ | ------------ | ------------ | ------------ | ------ | ------ | ------ | ------ | ------ | ------ | -- |
| Serie A      | 28    | 11      | 4       | 3       | 4       | 9       | 11      | 11           | 3            | 4            | 4            | 11           | 18           | 22     | 7      | 7      | 8      | 20     | 29     | -9 |
| Coppa Italia | -     | 2       | 2       | 0       | 0       | 5       | 0       | 2            | 1            | 0            | 1            | 4            | 4            | 4      | 3      | 0      | 1      | 9      | 4      | +5 |
| Totale       | -     | 13      | 6       | 3       | 4       | 14      | 11      | 13           | 4            | 4            | 5            | 15           | 22           | 26     | 10     | 7      | 9      | 29     | 33     | -4 |

### Statistiche delle giocatrici
| Giocatore     | Serie A  | Serie A | Serie A     | Serie A    | Coppa Italia | Coppa Italia | Coppa Italia | Coppa Italia | Totale   | Totale | Totale      | Totale     |
| Giocatore     | Presenze | Reti    | Ammonizioni | Espulsioni | Presenze     | Reti         | Ammonizioni  | Espulsioni   | Presenze | Reti   | Ammonizioni | Espulsioni |
| ------------- | -------- | ------- | ----------- | ---------- | ------------ | ------------ | ------------ | ------------ | -------- | ------ | ----------- | ---------- |
| A. F. Amici   | 2        | 0       | 0           | 0          | ?            | ?            | ?            | ?            | 2+       | 0+     | 0+          | 0+         |
| F. Barosi     | 4        | 0       | 0           | 0          | ?            | ?            | ?            | ?            | 4+       | 0+     | 0+          | 0+         |
| M. Bernardi   | 22       | 0       | 3           | 0          | ?            | ?            | ?            | ?            | 22+      | 0+     | 3+          | 0+         |
| A. L. Cama    | 14       | 4       | 1           | 0          | ?            | ?            | ?            | ?            | 14+      | 4+     | 1+          | 0+         |
| S. Cammarata  | 10       | 0       | 0           | 0          | ?            | ?            | ?            | ?            | 10+      | 0+     | 0+          | 0+         |
| F. Cappella   | 2        | 1       | 1           | 0          | ?            | ?            | ?            | ?            | 2+       | 1+     | 1+          | 0+         |
| C. Cassanelli | 22       | 4       | 1           | 0          | ?            | ?            | ?            | ?            | 22+      | 4+     | 1+          | 0+         |
| E. Celentano  | 21       | 3       | 0           | 0          | ?            | ?            | ?            | ?            | 21+      | 3+     | 0+          | 0+         |
| F. Comin      | 20       | -24     | 1           | 0          | ?            | ?            | ?            | ?            | 20+      | -24+   | 1+          | 0+         |
| E. Croce      | 19       | 3       | 0           | 0          | ?            | ?            | ?            | ?            | 19+      | 3+     | 0+          | 0+         |
| A. De Gennaro | 2        | -2      | 0           | 0          | ?            | ?            | ?            | ?            | 2+       | -2+    | 0+          | 0+         |
| E. Del Gaudio | 14       | 0       | 1           | 0          | ?            | ?            | ?            | ?            | 14+      | 0+     | 1+          | 0+         |
| C. Di Giulio  | 3        | 0       | 0           | 0          | ?            | ?            | ?            | ?            | 3+       | 0+     | 0+          | 0+         |
| A. Dudine     | 13       | 1       | 0           | 0          | ?            | ?            | ?            | ?            | 13+      | 1+     | 0+          | 0+         |
| S. Fattori    | 1        | 0       | 0           | 0          | ?            | ?            | ?            | ?            | 1+       | 0+     | 0+          | 0+         |
| E. Ficarelli  | 8        | 1       | 3           | 0          | ?            | ?            | ?            | ?            | 8+       | 1+     | 3+          | 0+         |
| B. M. Lenci   | 14       | 0       | 0           | 0          | ?            | ?            | ?            | ?            | 14+      | 0+     | 0+          | 0+         |
| M. M. Morelli | 1        | 0       | 0           | 0          | ?            | ?            | ?            | ?            | 1+       | 0+     | 0+          | 0+         |
| G. Perelli    | 19       | 0       | 1           | 0          | ?            | ?            | ?            | ?            | 19+      | 0+     | 1+          | 0+         |
| M. Piccinin   | 2        | 0       | 0           | 0          | ?            | ?            | ?            | ?            | 2+       | 0+     | 0+          | 0+         |
| S. Quitadamo  | 18       | 0       | 3           | 0          | ?            | ?            | ?            | ?            | 18+      | 0+     | 3+          | 0+         |
| I. Sancassani | 21       | 0       | 2           | 0          | ?            | ?            | ?            | ?            | 21+      | 0+     | 2+          | 0+         |
| D. Turra      | 22       | 2       | 1           | 0          | ?            | ?            | ?            | ?            | 22+      | 2+     | 1+          | 0+         |
| A. Zambetta   | 8        | 1       | 0           | 0          | ?            | ?            | ?            | ?            | 8+       | 1+     | 0+          | 0+         |